# Premio Magritte per la migliore attrice

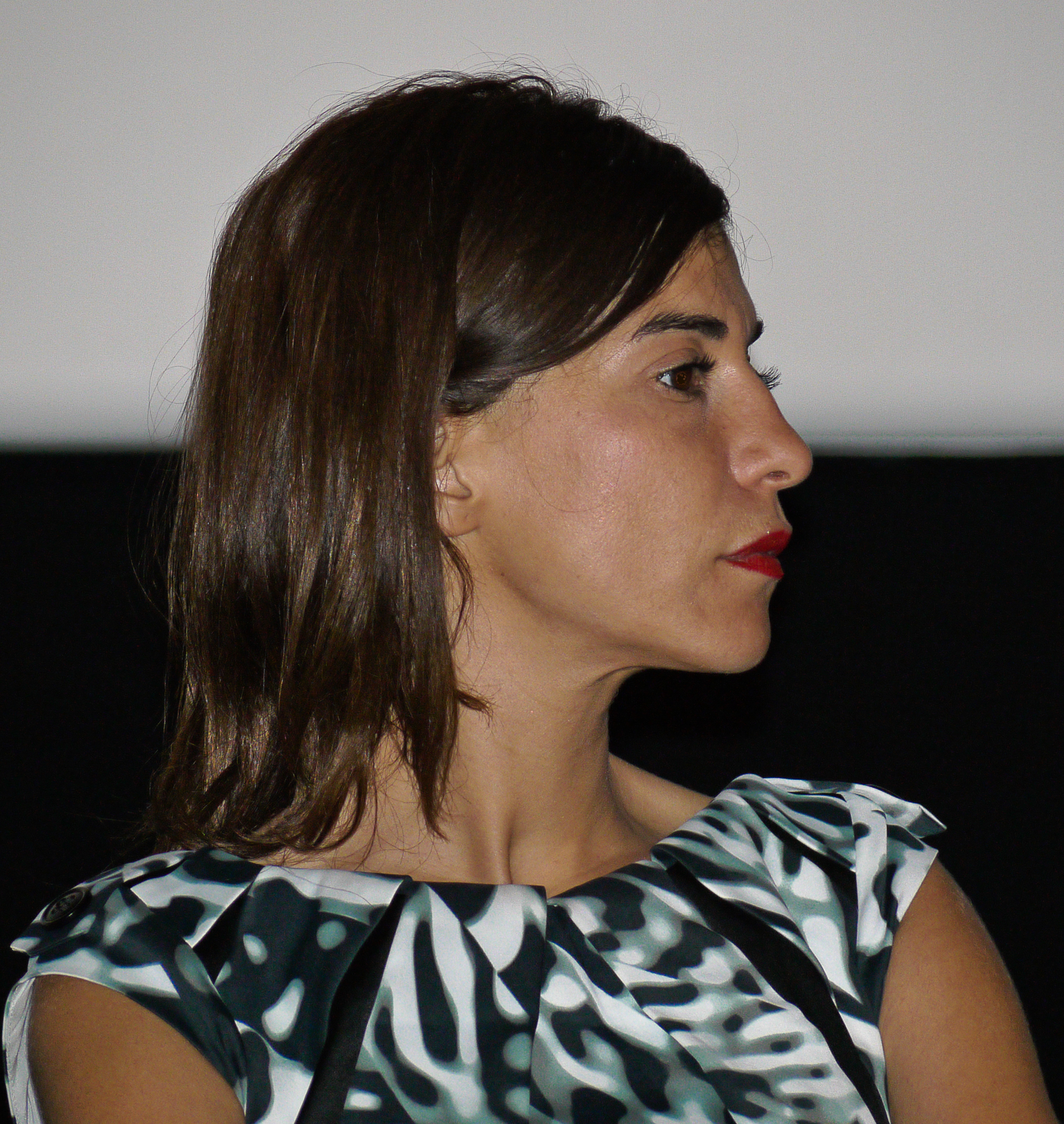
Lubna Azabal detiene il record di vittorie, quattro, del premio

Il Premio Magritte per la migliore attrice (Magritte de la meilleure actrice) è un premio cinematografico assegnato annualmente dall'Académie André Delvaux.

## Vincitori e candidati
I vincitori sono indicati in grassetto, a seguire gli altri candidati.

### Anni 2010-2019
- 2011: - Anne Coesens - Illégal
  - Yolande Moreau - Mammuth
  - Aylin Yay - Maternelle
  - Cécile de France - Soeur Sourire
- 2012: - Lubna Azabal - La donna che canta (Incendies)
  - Isabelle De Hertogh - Hasta la vista
  - Cécile de France - Il ragazzo con la bicicletta (Le Gamin au vélo)
  - Yolande Moreau - Où va la nuit
- 2013: - Émilie Dequenne - À perdre la raison
  - Christelle Cornil - Au cul du loup
  - Déborah François - Les Tribulations d'une caissière
  - Marie Gillain - Tutti i nostri desideri (Toutes nos envies)
- 2014: - Pauline Étienne - La religiosa (La religieuse)
  - Astrid Whettnall - In nome del figlio (Au nom du fils)
  - Lubna Azabal - Goodbye Morocco
  - Déborah François - Tutti pazzi per Rose (Populaire)
- 2015: - Émilie Dequenne - Sarà il mio tipo? (Pas son genre)
  - Ben Riga - Je te survivrai
  - Déborah François - Maestro
  - Pauline Étienne - Il fascino indiscreto dell'amore (Tokyo Fiancée)
  - Manah Depauw- Welcome Home
- 2016: - Veerle Baetens - Un début prometteur
  - Christelle Cornil - Jacques a vu
  - Yolande Moreau - Voyage en Chine
  - Annie Cordy- Les souvenirs
- 2017: - Astrid Whettnall - La Route d'Istanbul, Virginie Efira - Tutti gli uomini di Victoria (Victoria)
  - Marie Gillain - Mirage d'amour avec fanfare
  - Jo Deseure- Un homme à la mer
- 2018: - Émilie Dequenne - A casa nostra (Chez nous) 
  - Lucie Debay - Un re allo sbando (King of the Belgians)
  - Cécile de France - Toglimi un dubbio (Ôtez-moi d'un doute)
  - Fiona Gordon- Parigi a piedi nudi (Paris pieds nus)
- 2019: - Lubna Azabal - Tueurs
  - Yolande Moreau - I Feel Good
  - Cécile de France - Lady J (Mademoiselle de Joncquières)
  - Natacha Régnier- Une part d'ombre

### Anni 2020-2029
- 2020: - Veerle Baetens - Doppio sospetto (Duelles)
  - Anne Coesens - Doppio sospetto (Duelles)
  - Lubna Azabal - Tutti pazzi a Tel Aviv (Tel Aviv on Fire)
  - Cécile de France- Un monde plus grand
- 2021: sospeso a causa della Pandemia di COVID-19 in Belgio
- 2022: Jo Deseure - La folle vita (Une vie démente)
  - Lubna Azabal - Adam
  - Lucie Debay - La folle vita (Une vie démente)
  - Virginie Efira- Adieu les cons
- 2023: Virginie Efira - Revoir Paris
  - Babetida Sadjo - Juwaa
  - Lucie Debay - Lucie perd son cheval
  - Lubna Azabal- Rebel
- 2024: Lubna Azabal - Il caftano blu (Le Bleu du caftan)
  - Lucie Debay - La sindrome degli amori passati (Le Syndrome des amours passées)
  - Yolande Moreau - La Fiancée du poète
  - Mara Taquin - La Petite
- 2025 - Lubna Azabal - Amal (Amal - Un esprit libre)
  - Selma Alaoui - Quitter la nuit
  - Veerle Baetens - Quitter la nuit
  - Émilie Dequenne - TKT